# Denise Richards
Denise Lee Richards (Downers Grove, Illinois, 17. veljače 1971.), američka televizijska i filmska glumica i nekadašnji model, njemačkog, francusko-kanadskog, irskog, engleskog, velškog i nizozemskog podrijetla. Obiteljsko prezime izvorno je Reichert.
Godine 2005. bila je plasirana na 82. mjesto najseksipilnijih žena svijeta prema časopisu FHM.

## Životopis
Počela je raditi kao model, a po završetku srednje škole odselila se u Los Angeles, gdje je počela snimati za televiziju i film. Zapaženost i uspjeh ostvarila je 1997. godine ulogom u znanstveno-fantastičnom filmu Starship Troopers, a zamjetne uloge ostvarila je i u erotskom trileru Divlja igra (1998.), te u filmu o tajnom agentu Jamesu Bondu, Svijet nije dovoljan (1999.).
Godine 2002. udala se za glumca Charlija Sheena s kojim ima dvoje djece. Par se razveo 2006. godine.

## Izabrana filmografija

### Film
| Godina | Film                 | Uloga                      | Bilješke                                                       |
| ------ | -------------------- | -------------------------- | -------------------------------------------------------------- |
| 1997.  | Starship Troopers    | Carmen Ibanez              | nominacija za nagradu Blockbuster Entertaiment za novu glumicu |
| 1998.  | Divlja igra          | Kelly Lanier Van Ryan      | nominacija za MTV nagradu za najbolji poljubac                 |
| 1999.  | Svijet nije dovoljan | Dr. Christmas Jones        | nagrada Razzie za najgoru sporednu glumicu                     |
| 1999.  | Crkni, ljepotice     | Rebecca 'Becky' Ann Leeman |                                                                |
| 2001.  | Valentinovo          | Paige Prescott             |                                                                |
| 2003.  | Mrak film 3          | Annie Logan                | cameo uloga                                                    |
| 2003.  | Zapravo ljubav       | Carla                      |                                                                |

### Televizija
| Godina | Film               | Uloga           | Bilješke                            |
| ------ | ------------------ | --------------- | ----------------------------------- |
| 1991.  | Bračne vode        | Djevojka br. 2  | Kelly ide u Hollywood: drugi dio    |
| 1991.  | Saved by the Bell  | Cynthia         |                                     |
| 1992.  | Beverly Hills      | Robin McGill    | djevojka na vjenčanju Jackie i Mela |
| 1993.  | Seinfeld           | Molly Dalrymple |                                     |
| 1996.  | Melrose Place      | Brandi Carson   | 3 epizode                           |
| 2001.  | Prijatelji         | Cassie Geller   | 1 epizoda                           |
| 2003.  | Dva i pol muškarca | Lisa            |                                     |